# Équipe d'Italie de football à la Coupe du monde 1978
L'équipe d'Italie de football participe à la Coupe du monde de football 1978 organisée en  Argentine du 1er au 25 juin 1978, ce qui constitue la neuvième phase finale de Coupe du monde de son histoire, et sa cinquième consécutive.

## Effectif
Enzo Bearzot
| No. | Pos.      | Joueur               | Date de naissance et âge | Sélec. | Club                     |
| --- | --------- | -------------------- | ------------------------ | ------ | ------------------------ |
| 1   | Gardien   | Dino Zoff (c)        | 28 février 1942          |        | Juventus                 |
| 2   | Défenseur | Mauro Bellugi        | 7 février 1950           |        | Bologna FC 1909          |
| 3   | Défenseur | Antonio Cabrini      | 8 octobre 1957           |        | Juventus                 |
| 4   | Défenseur | Antonello Cuccureddu | 4 octobre 1949           |        | Juventus                 |
| 5   | Défenseur | Claudio Gentile      | 27 septembre 1953        |        | Juventus                 |
| 6   | Défenseur | Aldo Maldera         | 14 octobre 1953          |        | AC Milan                 |
| 7   | Défenseur | Lionello Manfredonia | 27 novembre 1956         |        | SS Lazio                 |
| 8   | Défenseur | Gaetano Scirea       | 25 mai 1953              |        | Juventus                 |
| 9   | Milieu    | Giancarlo Antognoni  | 1er avril 1954           |        | ACF Fiorentina           |
| 10  | Milieu    | Romeo Benetti        | 20 octobre 1945          |        | Juventus                 |
| 11  | Milieu    | Eraldo Pecci         | 12 avril 1955            |        | Torino FC                |
| 12  | Gardien   | Paolo Conti          | 1er avril 1950           |        | AS Roma                  |
| 13  | Milieu    | Patrizio Sala        | 16 juin 1955             |        | Torino FC                |
| 14  | Milieu    | Marco Tardelli       | 24 septembre 1954        |        | Juventus                 |
| 15  | Milieu    | Renato Zaccarelli    | 18 janvier 1951          |        | Torino FC                |
| 16  | Milieu    | Franco Causio        | 1er février 1949         |        | Juventus                 |
| 17  | Milieu    | Claudio Sala         | 8 septembre 1947         |        | Torino FC                |
| 18  | Attaquant | Roberto Bettega      | 27 décembre 1950         |        | Juventus                 |
| 19  | Attaquant | Francesco Graziani   | 16 décembre 1952         |        | Torino FC                |
| 20  | Attaquant | Paolo Pulici         | 27 avril 1950            |        | Torino FC                |
| 21  | Attaquant | Paolo Rossi          | 23 septembre 1956        |        | Vicenza Calcio           |
| 22  | Gardien   | Ivano Bordon         | 13 avril 1951            |        | FC Internazionale Milano |

## Phase finale

### Premier tour - groupe 1
| Rang | Équipe    | Pts | J | G | N | P | Bp | Bc | Diff |
| ---- | --------- | --- | - | - | - | - | -- | -- | ---- |
| 1    | Italie    | 6   | 3 | 3 | 0 | 0 | 6  | 2  | +4   |
| 2    | Argentine | 4   | 3 | 2 | 0 | 1 | 4  | 3  | +1   |
| 3    | France    | 2   | 3 | 1 | 0 | 2 | 5  | 5  | 0    |
| 4    | Hongrie   | 0   | 3 | 0 | 0 | 3 | 3  | 8  | -5   |

| Match | Date         | Équipe 1  | Résultat | Équipe 2 |
| ----- | ------------ | --------- | -------- | -------- |
| 1     | 2 juin 1978  | Italie    | 2-1      | France   |
| 9     | 6 juin 1978  | Italie    | 3-1      | Hongrie  |
| 18    | 10 juin 1978 | Argentine | 0-1      | Italie   |

#### Italie - France
| 2 juin 1978                       | Italie                     | 2 - 1   | France      | Estadio José Maria Minella, Mar del Plata       |                                                 |
| 13:45 · Historique des rencontres | Rossi 29e · Zaccarelli 54e | (1 - 1) | Lacombe 1re | Spectateurs : 38 100 Arbitrage : Nicolae Rainea | Spectateurs : 38 100 Arbitrage : Nicolae Rainea |
| 13:45 · Historique des rencontres | (Rapport)                  |         |             | Spectateurs : 38 100 Arbitrage : Nicolae Rainea | Spectateurs : 38 100 Arbitrage : Nicolae Rainea |

| GK              | 1  | Dino Zoff (c)       |     |     |
| DF              | 2  | Mauro Bellugi       |     |     |
| DF              | 3  | Antonio Cabrini     |     |     |
| DF              | 5  | Claudio Gentile     |     |     |
| DF              | 8  | Gaetano Scirea      |     |     |
| MF              | 9  | Giancarlo Antognoni |     | 46e |
| MF              | 10 | Romeo Benetti       |     |     |
| MF              | 14 | Marco Tardelli      | 35e |     |
| MF              | 16 | Franco Causio       |     |     |
| CF              | 18 | Roberto Bettega     |     |     |
| CF              | 21 | Paolo Rossi         |     |     |
| Changements :   |    |                     |     |     |
| MF              | 15 | Renato Zaccarelli   |     | 46e |
| Sélectionneur : |    |                     |     |     |
| Enzo Bearzot    |    |                     |     |     |

| GK              | 21 | Jean-Paul Bertrand-Demanes |     |     |
| DF              | 3  | Maxime Bossis              |     |     |
| DF              | 4  | Gerard Janvion             |     |     |
| DF              | 7  | Patrice Rio                |     |     |
| DF              | 8  | Marius Trésor (c)          |     |     |
| MF              | 10 | Jean-Marc Guillou          |     |     |
| MF              | 11 | Henri Michel               | 1e  |     |
| MF              | 15 | Michel Platini             | 60e |     |
| FW              | 16 | Christian Dalger           |     |     |
| FW              | 17 | Bernard Lacombe            |     | 74e |
| FW              | 19 | Didier Six                 |     | 76e |
| Changements :   |    |                            |     |     |
| MF              | 14 | Marc Berdoll               |     | 74e |
| FW              | 20 | Olivier Rouyer             |     | 76e |
| Sélectionneur : |    |                            |     |     |
| Michel Hidalgo  |    |                            |     |     |

#### Italie - Hongrie
| 6 juin 1978                       | Italie                                | 3 - 1   | Hongrie        | Estadio José Maria Minella, Mar del Plata      |                                                |
| 13:45 · Historique des rencontres | Rossi 34e · Bettega 35e · Benetti 61e | (2 - 0) | Tóth 81e (pen) | Spectateurs : 26 533 Arbitrage : Ramon Barreto | Spectateurs : 26 533 Arbitrage : Ramon Barreto |
| 13:45 · Historique des rencontres | (Rapport)                             |         |                | Spectateurs : 26 533 Arbitrage : Ramon Barreto | Spectateurs : 26 533 Arbitrage : Ramon Barreto |

| GK              | 1  | Dino Zoff (c)        |  |     |
| DF              | 2  | Mauro Bellugi        |  |     |
| DF              | 3  | Antonio Cabrini      |  | 79e |
| DF              | 5  | Claudio Gentile      |  |     |
| DF              | 8  | Gaetano Scirea       |  |     |
| MF              | 9  | Giancarlo Antognoni  |  |     |
| MF              | 10 | Romeo Benetti        |  |     |
| MF              | 14 | Marco Tardelli       |  |     |
| MF              | 16 | Franco Causio        |  |     |
| CF              | 18 | Roberto Bettega      |  | 84e |
| CF              | 21 | Paolo Rossi          |  |     |
| Changements :   |    |                      |  |     |
| MF              | 4  | Antonello Cuccureddu |  | 79e |
| FW              | 19 | Francesco Graziani   |  | 84e |
| Sélectionneur : |    |                      |  |     |
| Enzo Bearzot    |    |                      |  |     |

| GK              | 1  | Sándor Gujdár     |     |     |
| DF              | 2  | Péter Török       |     |     |
| DF              | 3  | István Kocsis     |     |     |
| DF              | 6  | Zoltán Kereki (c) |     |     |
| DF              | 4  | József Tóth       |     |     |
| DF              | 12 | Győző Martos      | 64e |     |
| MF              | 5  | Sándor Zombori    | 26e |     |
| MF              | 18 | László Nagy       |     | 46e |
| MF              | 13 | Károly Csapó      |     |     |
| FW              | 10 | Sándor Pintér     |     |     |
| FW              | 7  | László Fazekas    |     | 46e |
| Changements :   |    |                   |     |     |
| MF              | 16 | István Halász     |     | 46e |
| FW              | 12 | András Tóth       |     | 46e |
| Sélectionneur : |    |                   |     |     |
| Lajos Baróti    |    |                   |     |     |

#### Argentine - Italie
| 10 juin 1978                      | Argentine | 0 - 1   | Italie      | Estadio Monumental, Buenos Aires               |                                                |
| 19:15 · Historique des rencontres |           | (0 - 0) | Bettega 67e | Spectateurs : 71 712 Arbitrage : Abraham Klein | Spectateurs : 71 712 Arbitrage : Abraham Klein |
| 19:15 · Historique des rencontres | (Rapport) |         |             | Spectateurs : 71 712 Arbitrage : Abraham Klein | Spectateurs : 71 712 Arbitrage : Abraham Klein |

| GK                 | 5  | Ubaldo Fillol         |  |     |
| RB                 | 15 | Jorge Olguín          |  |     |
| CB                 | 7  | Luis Galván           |  |     |
| CB                 | 19 | Daniel Passarella (c) |  |     |
| LB                 | 20 | Alberto Tarantini     |  |     |
| DF                 | 6  | Américo Gallego       |  |     |
| CM                 | 2  | Osvaldo Ardiles       |  |     |
| AM                 | 10 | Mario Kempes          |  |     |
| WF                 | 21 | José Daniel Valencia  |  |     |
| CF                 | 4  | Daniel Bertoni        |  |     |
| WF                 | 16 | Oscar Ortiz           |  | 72e |
| Changements :      |    |                       |  |     |
| WF                 | 9  | René Houseman         |  | 72e |
| Sélectionneur :    |    |                       |  |     |
| Cesar Luis Menotti |    |                       |  |     |

| GK              | 1  | Dino Zoff (c)        |     |     |
| DF              | 2  | Mauro Bellugi        |     | 6e  |
| DF              | 3  | Antonio Cabrini      |     |     |
| DF              | 5  | Claudio Gentile      |     |     |
| DF              | 8  | Gaetano Scirea       |     |     |
| MF              | 9  | Giancarlo Antognoni  |     | 73e |
| MF              | 10 | Romeo Benetti        | 60e |     |
| MF              | 14 | Marco Tardelli       |     |     |
| MF              | 16 | Franco Causio        |     |     |
| CF              | 18 | Roberto Bettega      |     |     |
| CF              | 21 | Paolo Rossi          |     |     |
| Changements :   |    |                      |     |     |
| MF              | 4  | Antonello Cuccureddu |     | 6e  |
| MF              | 15 | Renato Zaccarelli    |     | 73e |
| Sélectionneur : |    |                      |     |     |
| Enzo Bearzot    |    |                      |     |     |

### Second tour - groupe A
| Classement final |                      |     |   |   |   |   |    |    |      |
|                  | Équipe               | Pts | J | G | N | P | BP | BC | Diff |
| 1                | Pays-Bas             | 5   | 3 | 2 | 1 | 0 | 9  | 4  | +5   |
| 2                | Italie               | 3   | 3 | 1 | 1 | 1 | 2  | 2  | 0    |
| 3                | Allemagne de l'Ouest | 2   | 3 | 0 | 2 | 1 | 4  | 5  | -1   |
| 4                | Autriche             | 2   | 3 | 1 | 0 | 2 | 4  | 8  | -4   |

| 14 juin | Italie   | 0 | 0 | Allemagne de l'Ouest |
| 18 juin | Italie   | 1 | 0 | Autriche             |
| 21 juin | Pays-Bas | 2 | 1 | Italie               |

| 14 juin 1978                      | Italie    | 0 - 0   | Allemagne de l'Ouest | Estadio Monumental, Buenos Aires                  |                                                   |
| 13:45 · Historique des rencontres |           | (0 - 0) |                      | Spectateurs : 67 547 Arbitrage : Dušan Maksimović | Spectateurs : 67 547 Arbitrage : Dušan Maksimović |
| 13:45 · Historique des rencontres | (Rapport) |         |                      | Spectateurs : 67 547 Arbitrage : Dušan Maksimović | Spectateurs : 67 547 Arbitrage : Dušan Maksimović |

| 18 juin 1978                      | Italie    | 1 - 0   | Autriche | Estadio Monumental, Buenos Aires              |                                               |
| 16:45 · Historique des rencontres | Rossi 14e | (1 - 0) |          | Spectateurs : 66 695 Arbitrage : Francis Rion | Spectateurs : 66 695 Arbitrage : Francis Rion |
| 16:45 · Historique des rencontres | (Rapport) |         |          | Spectateurs : 66 695 Arbitrage : Francis Rion | Spectateurs : 66 695 Arbitrage : Francis Rion |

| 21 juin 1978                      | Italie            | 1 - 2   | Pays-Bas               | Estadio Monumental, Buenos Aires                       |                                                        |
| 13:45 · Historique des rencontres | Brandts 18e (csc) | (1 - 0) | Brandts 50e · Haan 75e | Spectateurs : 67 433 Arbitrage : Angel Franco Martínez | Spectateurs : 67 433 Arbitrage : Angel Franco Martínez |
| 13:45 · Historique des rencontres | (Rapport)         |         |                        | Spectateurs : 67 433 Arbitrage : Angel Franco Martínez | Spectateurs : 67 433 Arbitrage : Angel Franco Martínez |

### Match pour la troisième place
La troisième place de la Coupe du monde se joue entre le Brésil et l'Italie. En début de match, l'Italien Giancarlo Antognoni tire un coup franc sur l'arête du but brésilien. L'équipe italienne laisse ensuite l'initiative du jeu au Brésil tandis que ses attaquants Franco Causio, Roberto Bettega et Paolo Rossi se montrent dangereux en bougeant beaucoup. À la 38e minute de jeu, un centre de Paolo Rossi venant de la droite parvient jusqu'à Franco Causio qui, au deuxième poteau et de la tête, permet à l'Italie de mener au score 1-0. Peu après, Franco Causio frappe sur la barre transversale puis sur le poteau. Malgré l'activité de Batista et Dirceu au milieu du terrain et les montées des défenseurs brésiliens, l'Italie se montre supérieure en première mi-temps.
En seconde mi-temps le Brésil élève son rythme de jeu et domine l'équipe italienne, qui se contente de défendre son avantage au score. À la 64e minute de jeu, Nelinho égalise à 1-1 en marquant un but spectaculaire d'un ballon travaillé tiré près du poteau de corner. Après ce but, le Brésil accentue encore sa pression notamment grâce à Dirceu et Batista. L'entrée en jeu de Rivelino donne plus de liberté à Dirceu qui en profite pour marquer de loin le but de la victoire pour le Brésil à la 70e minute. L'Italie se met alors à nouveau à attaquer mais ne parvient pas à égaliser, une nouvelle tête de Roberto Bettega étant repoussée par la barre transversale du gardien brésilien Leão.
| 24 juin 1978                      | Brésil                   | 2 - 1   | Italie     | Estadio Monumental, Buenos Aires               |                                                |
| 15:00 · Historique des rencontres | Nelinho 64e · Dirceu 72e | (0 - 1) | Causio 38e | Spectateurs : 69 659 Arbitrage : Abraham Klein | Spectateurs : 69 659 Arbitrage : Abraham Klein |
| 15:00 · Historique des rencontres | (Rapport)                |         |            | Spectateurs : 69 659 Arbitrage : Abraham Klein | Spectateurs : 69 659 Arbitrage : Abraham Klein |